# Oliviers & Co
Oliviers & Co est une entreprise alimentaire spécialisée dans l'huile d'olive et ses produits dérivés. Elle est installée à Mane, dans les Alpes-de-Haute-Provence. Elle opère sur le marché français et à l'international.

## Historique
Oliviers & Co est créé dans le village de Mane en 1996. Olivier Baussan est le fondateur de L'Occitane en Provence en 1976 et il y exerce la fonction de directeur artistique.
Albert Baussan, oncle du fondateur, a dirigé, de 2005 à 2016, la société Oliviers & Co à Mane après avoir racheté les parts.
En 2017, Geoffroy Roux de Bezieux prend une participation majoritaire dans l'entreprise via son holding Notus Technologies

## Informations économiques
Oliviers & Co opère dans le marché de la gastronomie méditerranéenne . La marque achète des huiles d'olive dans le Bassin méditerranéen[source insuffisante]
La première boutique ouvre à Paris en 1998, depuis son réseau de boutiques, 80[Quoi ?] dans le monde, dont 50[Quoi ?] en France[incompréhensible], réalise environ dix millions de chiffre d'affaires. La société opère aussi en Angleterre, en Belgique, au Japon, en Australie et à New York.
L'huile d'olive et ses dérivés représentent plus de 43 % de la gamme. Oliviers & co vend aussi des produits cosmétiques[source insuffisante], des tapenades, des condiments[source insuffisante] et du ketchup et d'autres produits dérivés.
La logistique se fait dans la Zone de Pitaugier, tant pour l'huile d’olive que pour les produits à base d'olives[source insuffisante].

## Galerie

Huiles d'olive, produits d'Oliviers & Co
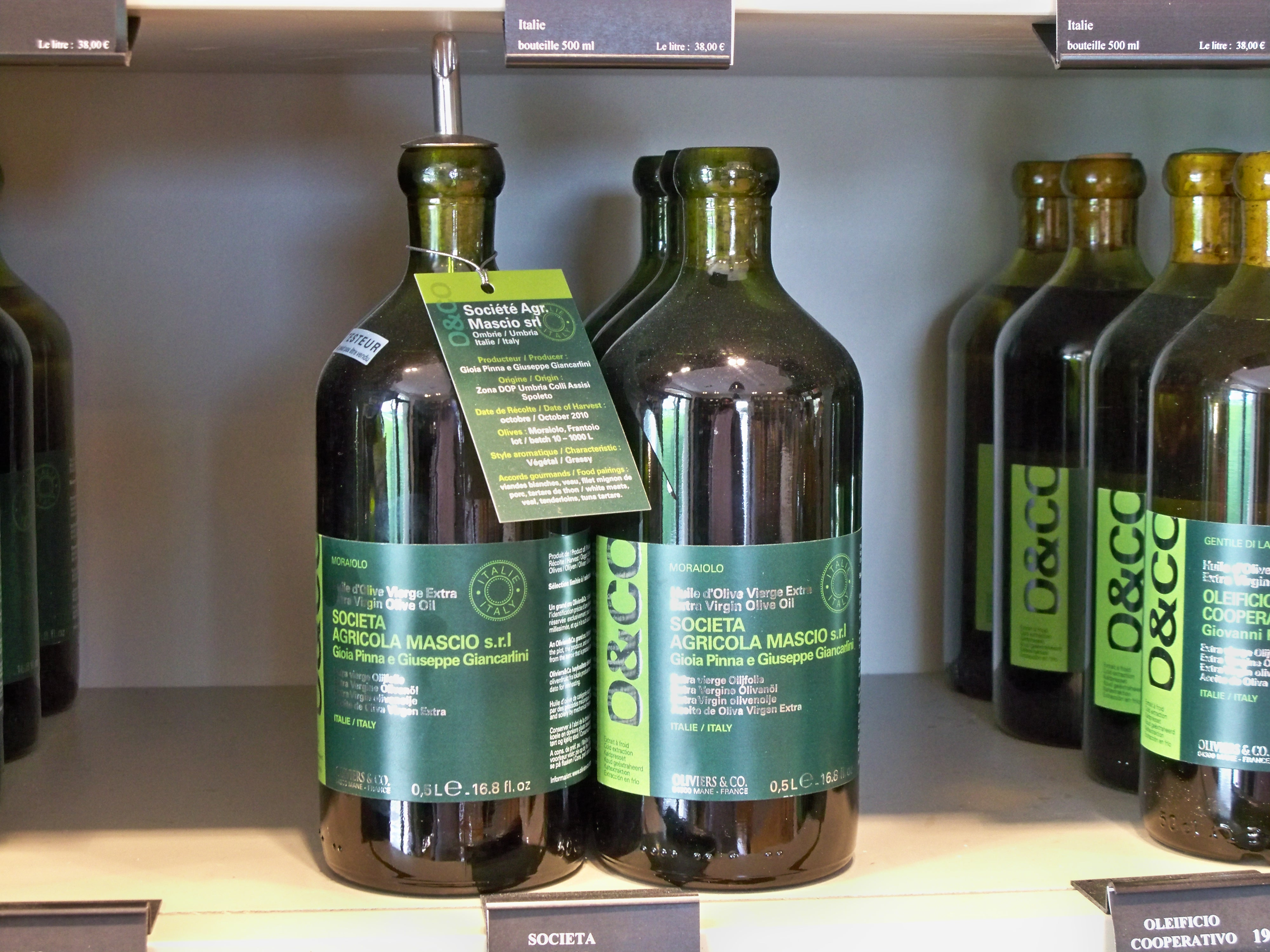
Produits d'Oliviers & Co
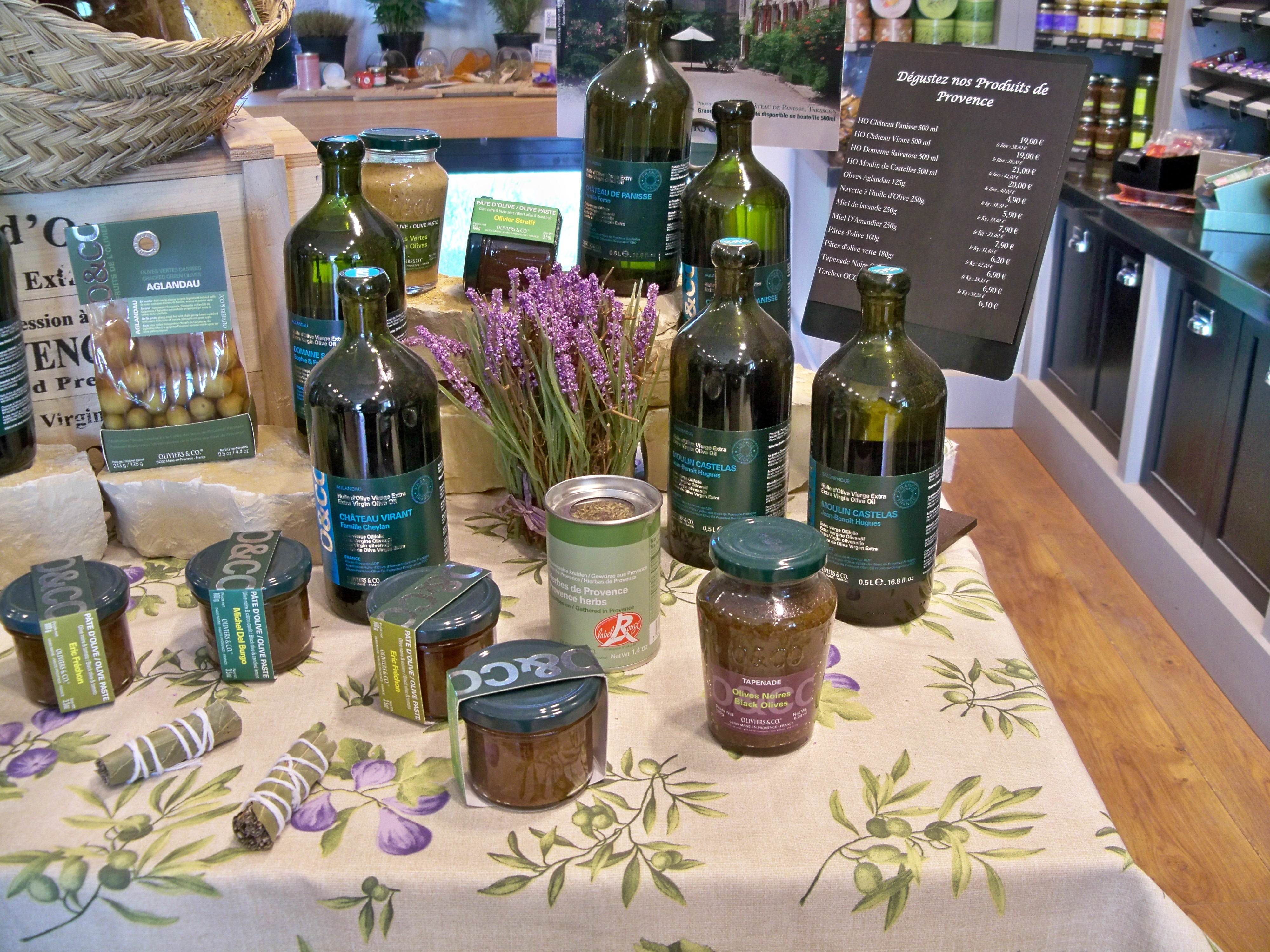
Produits d'Oliviers & Co
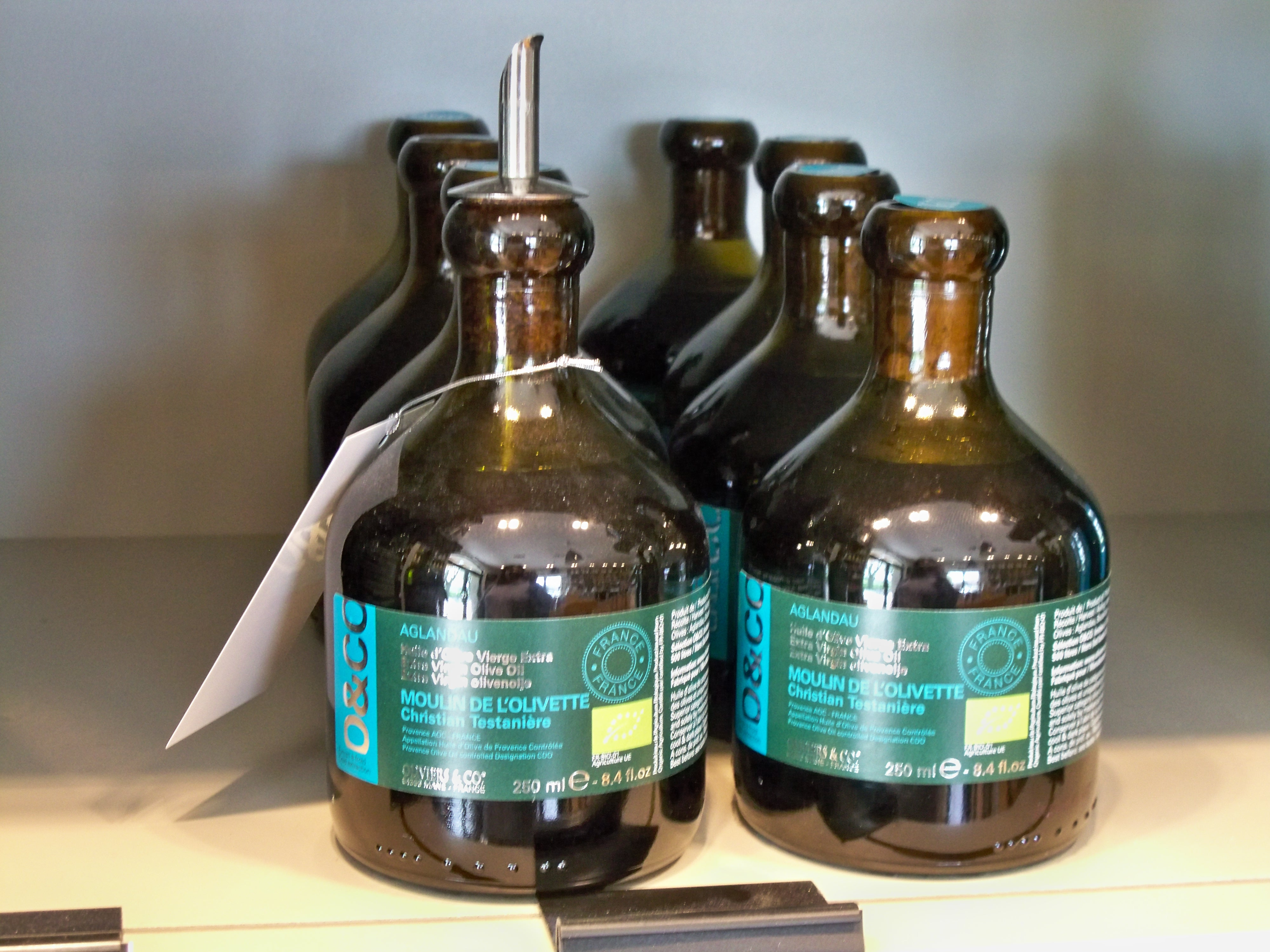
Produits d'Oliviers & Co
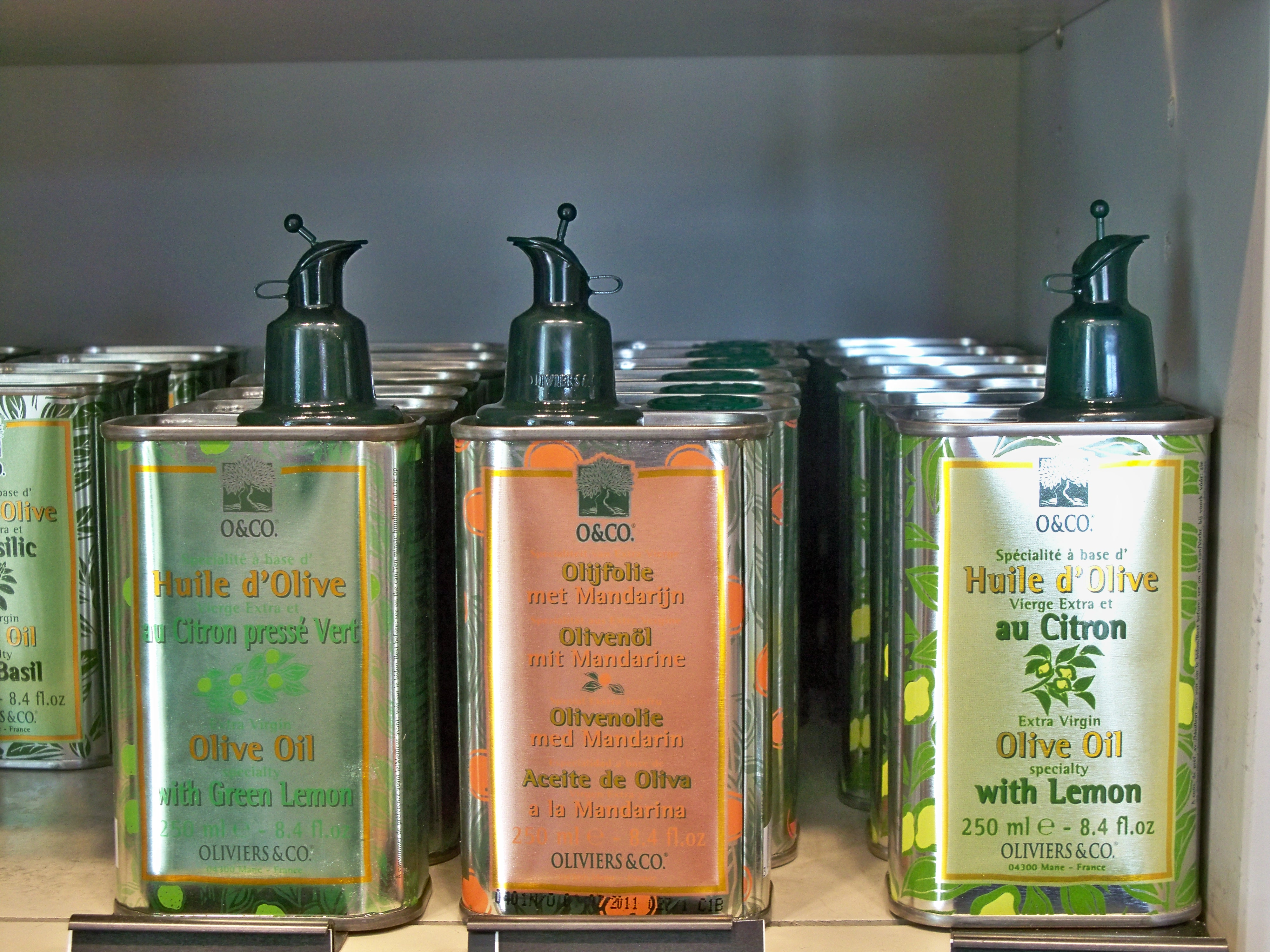
Produits d'Oliviers & Co
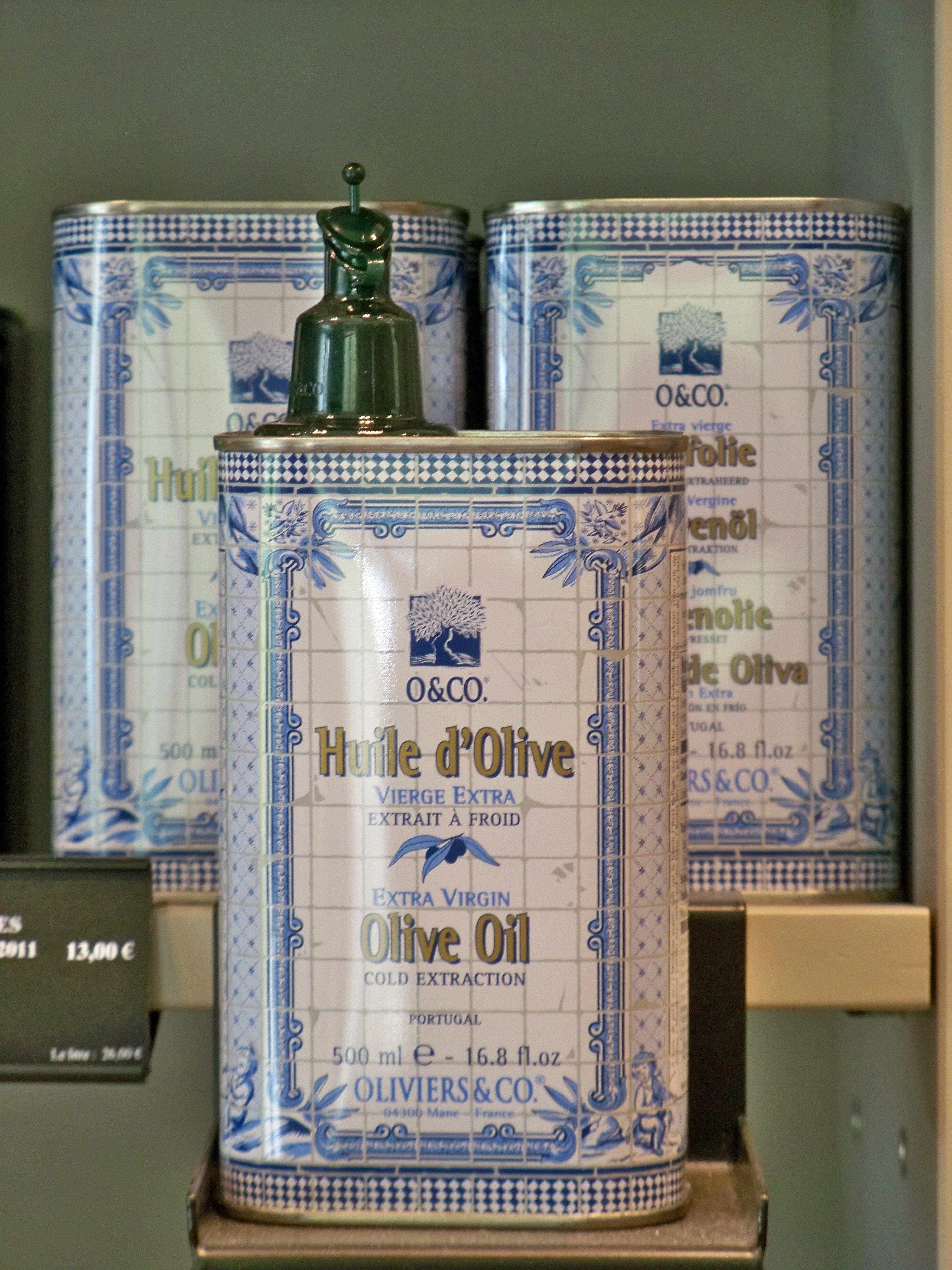
Produits d'Oliviers & Co
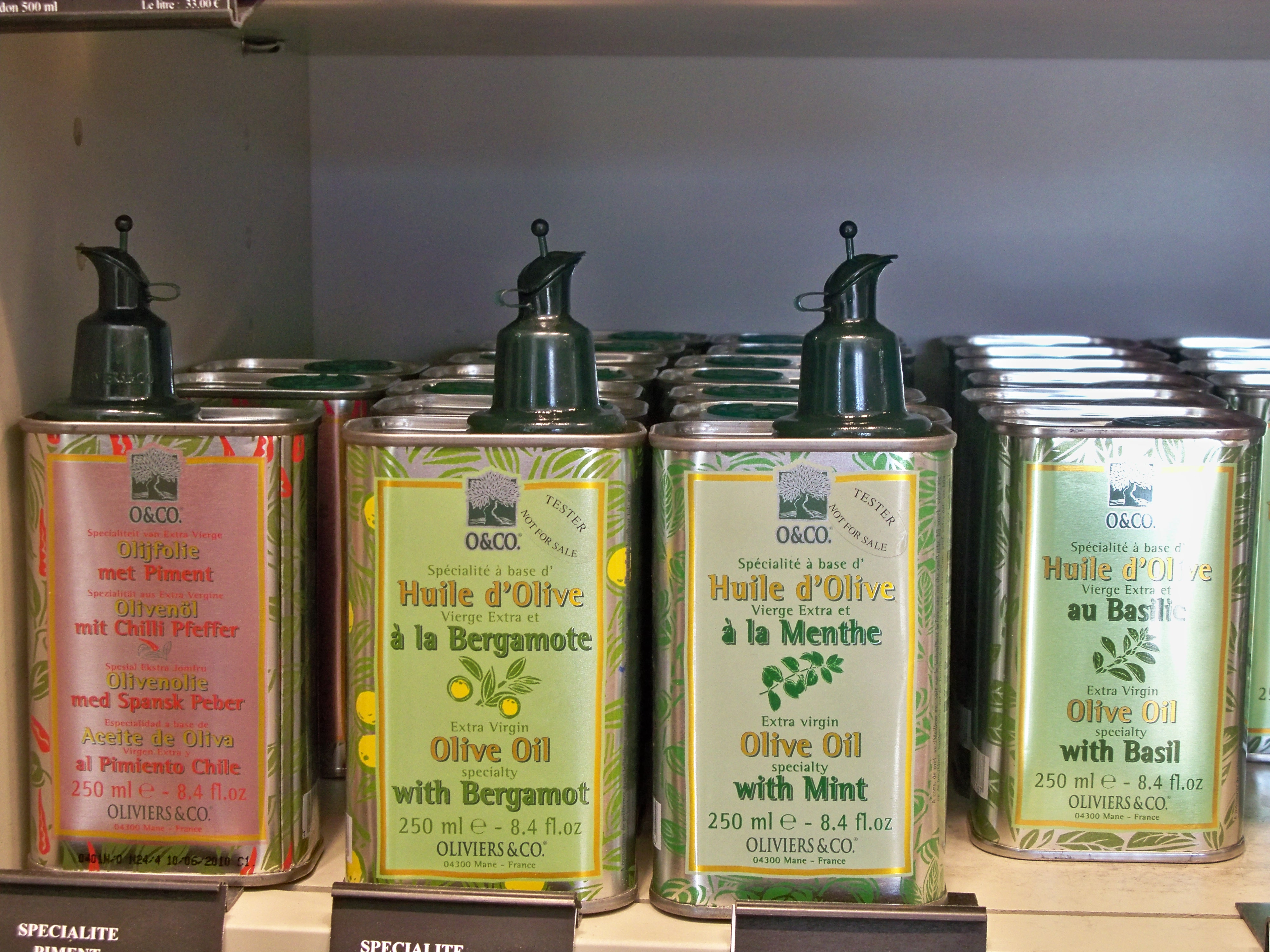
Produits d'Oliviers & Co
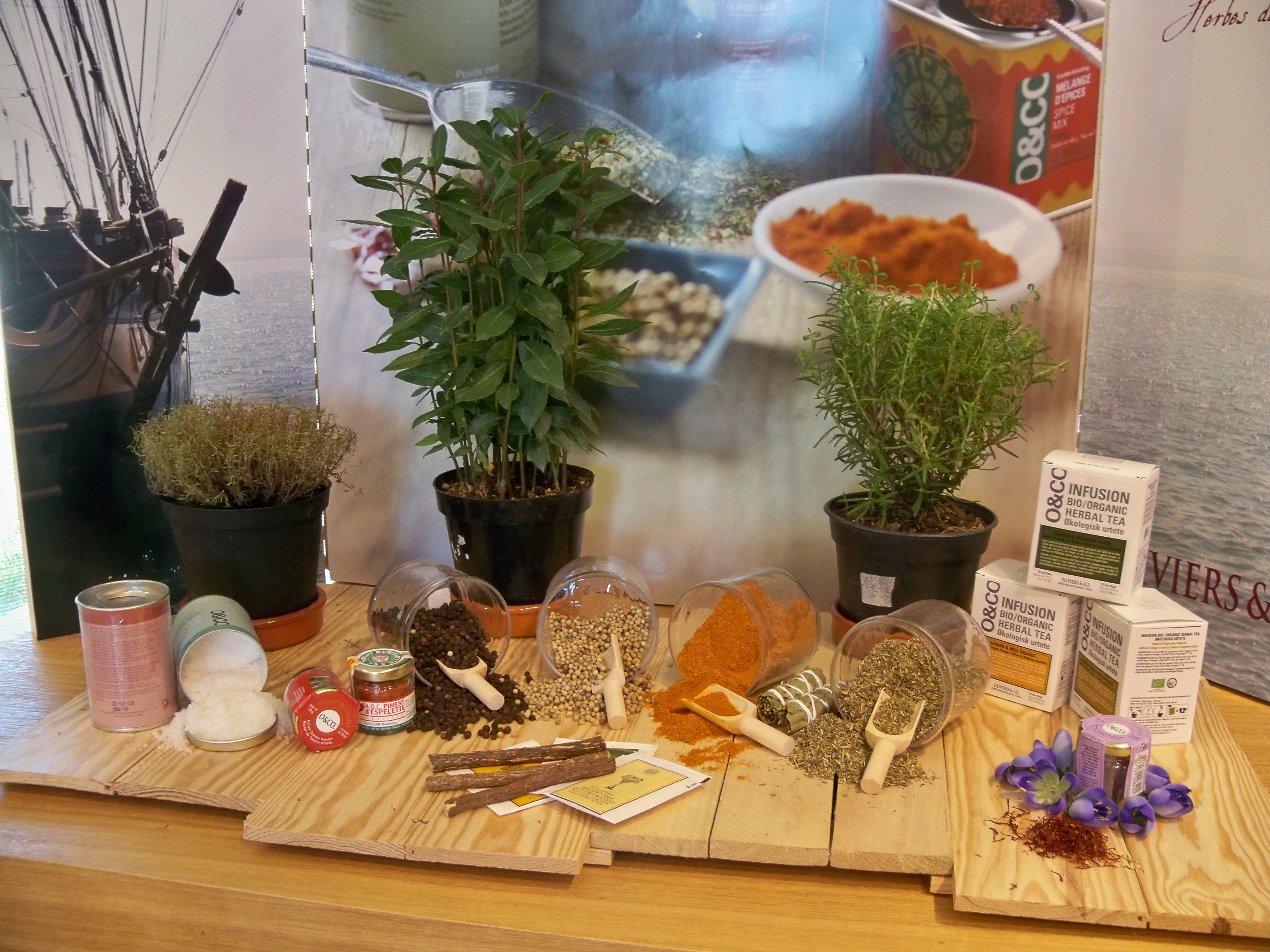
Magasin Oliviers & Co à Manes
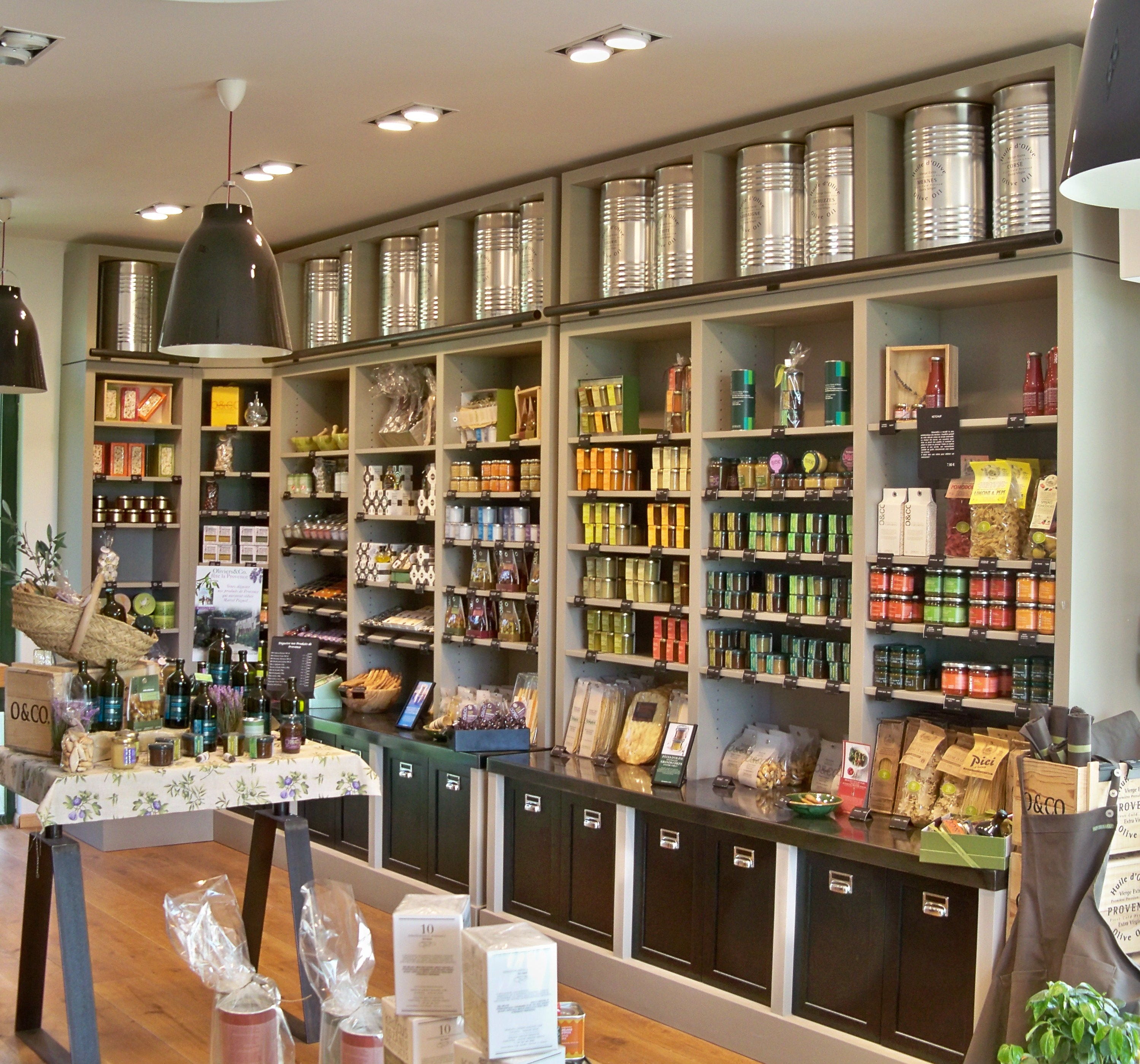
Magasin Oliviers & Co à Manes

### Presse
- Claire Bader, « Ils font leur beurre », Capital,‎ avril 2010, p. 24 (lire en ligne) [PDF]
- E. Jusseaume, « Au pays de l'or vert », Gala Gourmand,‎ juillet 2012, p. 86 à 89 (lire en ligne) [PDF]